# Fiat A.54

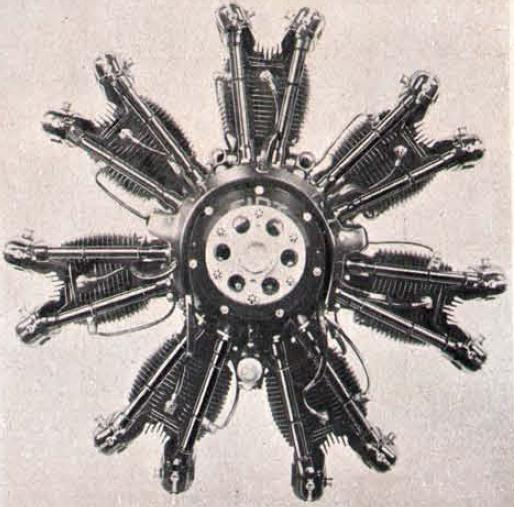
Silnik Fiat A.54

Fiat A.54 – silnik lotniczy zaprojektowany we Włoszech w latach 30. XX wieku.
7-cylindrowy silnik gwiazdowy był chłodzony powietrzem, jego moc wynosiła 135-150 KM.  Używany był przez takie samoloty jak Ambrosini SAI.1, Ambrosini SAI.2, CMASA G.8, Caproni Delta, Fiat G.2, Fiat G.3, Magni PM-4-1 Supervale, Magni Jona J.6.